# Dohneinsel

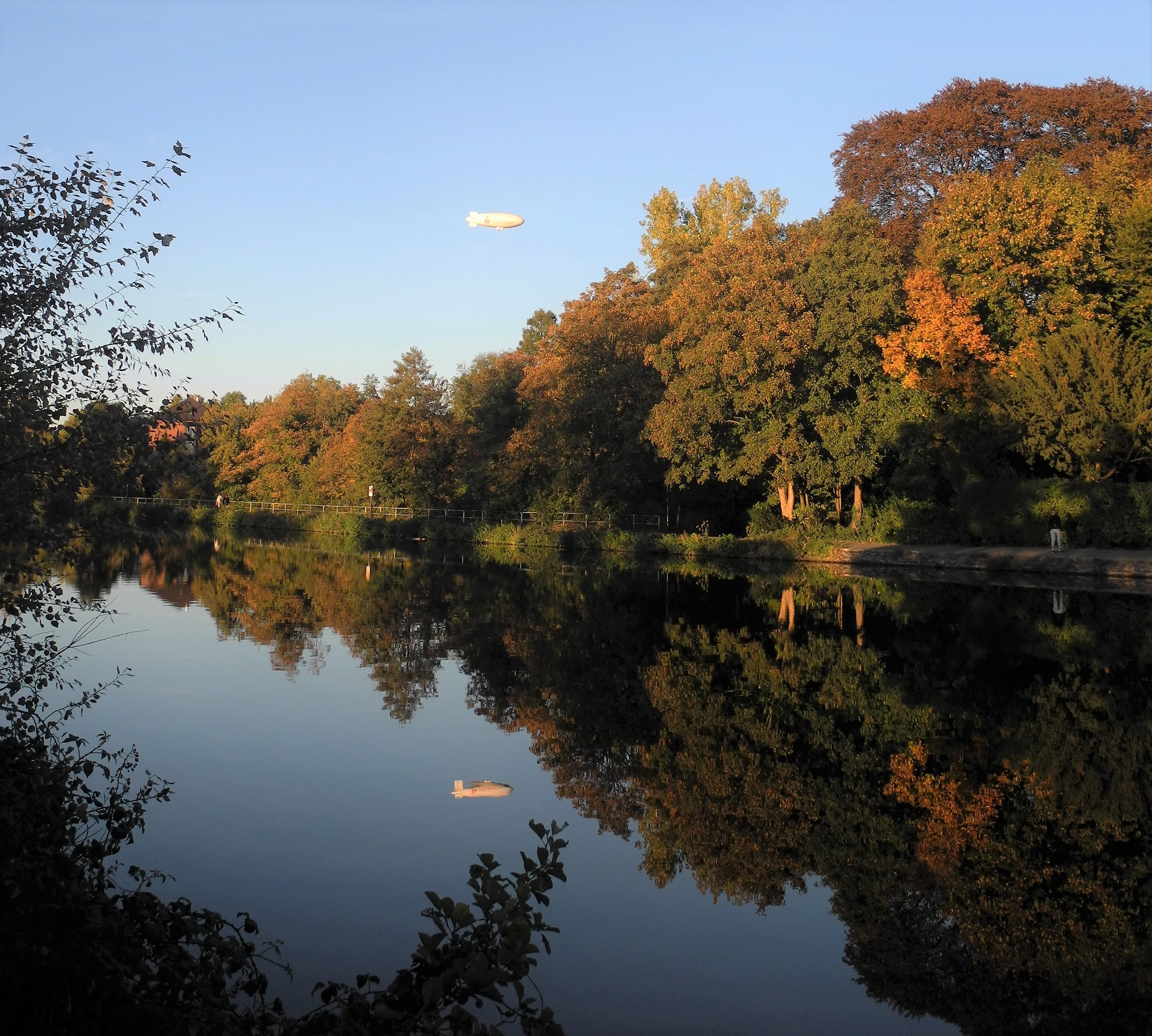
Dohne-Insel

Die Dohneinsel ist eine etwa 900 m und über 200 m breite Flussinsel in der Ruhr bei Mülheim an der Ruhr. Die Fläche beträgt (einschließlich der Schlagd) 165.558 m².
Die Insel erstreckt sich von Süden nach Norden. An ihrem flussaufwärts gelegenen Ende befinden sich das Kahlenbergwehr und die Florabrücke. Am flussabwärts gelegenen Ende schließt die Broicher Schlagd an. Die Kassenbergbrücke verbindet hier das linksseitige Ufer mit der die Insel bis zum Wasserkraftwerk Kahlenberg, das rechtsseitig zwischen der Dohneinsel und der parallel laufenden Schleuseninsel liegt. Auf der Insel selbst befinden sich noch die Becken des Wasserwerks Dohne. Im Gespräch ist die Umwandlung der Insel in ein Naturschutzgebiet.